# Bridgend Bridge
Die Bridgend Bridge ist eine Straßenbrücke nahe der schottischen Ortschaft Glamis in der Council Area Angus. 1971 wurde die Brücke in die schottischen Denkmallisten in der Denkmalkategorie B aufgenommen.

## Beschreibung
Der Mauerwerksviadukt wurde im Laufe des 18. Jahrhunderts errichtet. Er überspannt das Dean Water rund 1,5 Kilometer nördlich von Glamis. Die Bridgend Bridge führt heute die A928 (Kirriemuir–Tealing) mit einem ausgemauerten Segmentbogen über den Fluss. Ihr Mauerwerk besteht aus Feldstein, wobei die Brüstungen aus Steinquadern aufgemauert wurden. Sie fächern zu beiden Seiten leicht auf. Während die Westflanke der Bridgend Bridge schmucklos ist, ist die Ostflanke mit Zierband, runden Plaketten und Pilastern ausgestaltet.
Rund 800 Meter östlich der Brücke steht Glamis Castle. An der Westseite steht die Villa Deanbank House am Dean Water. Die unmittelbar nördlich an der A928 stehende Bridgend Farm ist denkmalgeschützt.

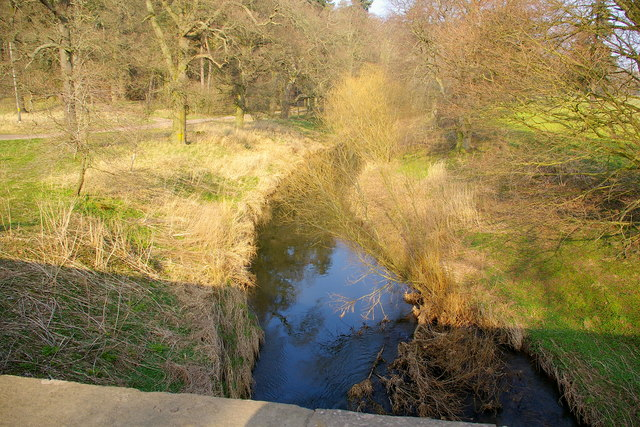
Blick flussabwärts nach Westen
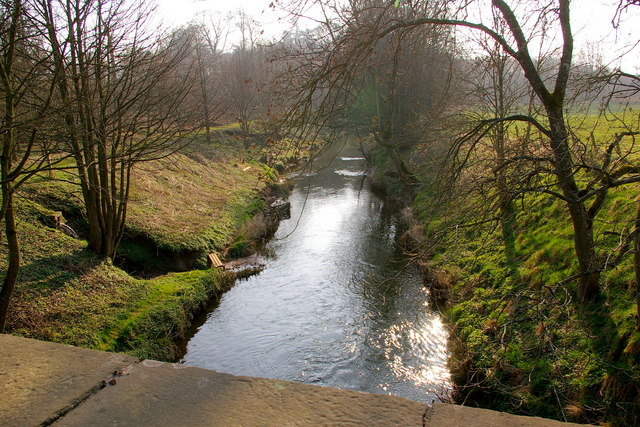
Blick flussaufwärts nach Osten